# Westeuropa

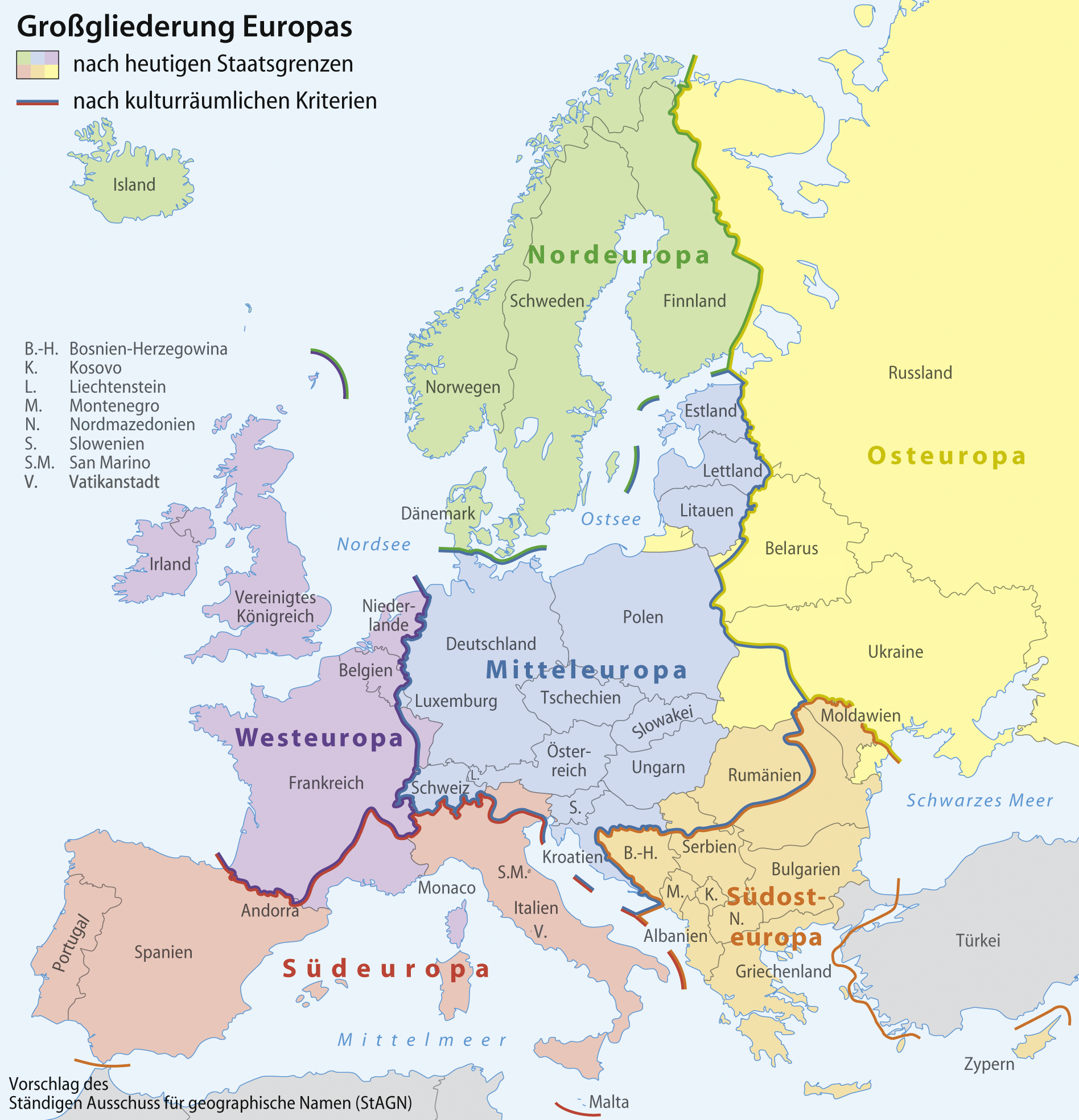
Deutscher Vorschlag des Ständigen Ausschusses für geographische Namen zur Abgrenzung Westeuropas; Westeuropa in violett

Vorschlag der Vereinten Nationen zur Unterteilung der diversen Regionen Europas; Westeuropa cyanfarben

Westeuropa zur Zeit der Systemkonfrontation zwischen Ost (rot) und West (blau). Jugoslawien und Albanien sind als blockfreie Staaten (grün) markiert bzw. schraffiert

Westeuropa bezeichnet die Länder im Westen Europas, wobei die Abgrenzung je nach Kontext unterschiedlich ist.
Nach dem Vorschlag des Ständigen Ausschuss für geographische Namen gehören zu Westeuropa folgende Staaten: Irland, das Vereinigte Königreich, die Niederlande, Belgien und Frankreich.

## Weitere Einteilungen
Während des Kalten Krieges im 20. Jahrhundert waren die Grenzen Westeuropas  von den Mächteverhältnissen bestimmt:
Die in der NATO verbundenen Kontrahenten der Sowjetunion im Westen und die im Warschauer Pakt verbundenen Länder im Osten. 
Europa war damals durch den auch durch Deutschland führenden Eisernen Vorhang in zwei Hälften getrennt. Heute ist eine genaue Unterscheidung in West- und Osteuropa weniger leicht zu treffen bzw. wird sie zunehmend vermieden.
In der Geschichte der Neuzeit umfasst der Begriff Westeuropa jene Länder, die vergleichsweise früh Erfahrungen mit Demokratie bzw. konstitutionellen Monarchien, Rechts- und Nationalstaatlichkeit machten, also vor allem Frankreich und das Vereinigte Königreich, die Schweiz, die Niederlande und das 1830 entstandene Belgien. Dann wird der Begriff auch in Abgrenzung zu Ländern wie Deutschland, Italien oder Spanien verwendet, in denen die (politischen) Charakteristika der Moderne erst wesentlich später wirkmächtig wurden und noch bis weit ins 20. Jahrhundert autokratische und diktatorische Regierungsformen auftraten.
Zu Zeiten des Kalten Krieges wurden die marktwirtschaftlich orientierten Länder Europas, im Gegensatz zu den planwirtschaftlich ausgerichteten Ländern Osteuropas, dem Ostblock, als Westeuropa bezeichnet.
Vor der Osterweiterung von EU und NATO ab 1999 wurde der Begriff dann für die Länder Europas gebraucht, die Mitglied der EU und/oder der NATO waren, allerdings einschließlich der Schweiz, die beiden Organisationen nicht angehört. Dies deckte sich annähernd mit dem politischen Westeuropa.
Nach der statistischen Einteilung der Vereinten Nationen gehören zu Westeuropa: Belgien, Deutschland, Frankreich, Liechtenstein, Luxemburg, Monaco, Niederlande, Österreich und die Schweiz.